# 넬리 블라이

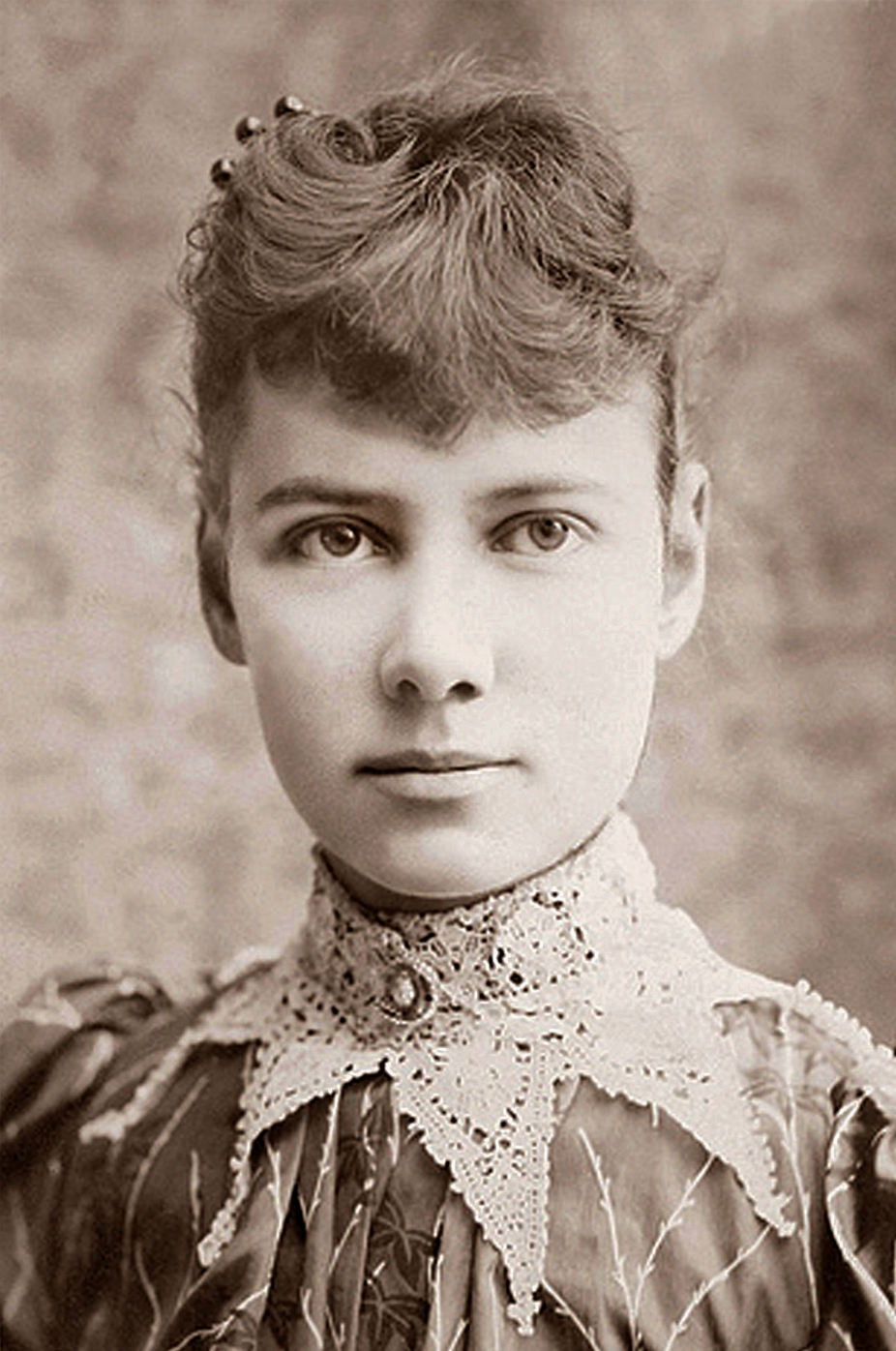
넬리 블라이

넬리 블라이(1864년 5월 5일~1922년 1월 27일)는 미국의 저널리스트이자 작가이다. 본명은 엘리자베스 코크런(Elizabeth Jane Cochran)이며, 넬리 블라이(Nellie Bly)란 이름은 필명이다. 그녀는 1889년에 도전한 세계일주로 유명하다.

## 생애
넬리 블라이는 1864년 5월 5일 펜실베이니아주 암스트롱 카운티의 코크랜 농장에서 태어났다. 어린 시절의 이야기는 전해내려오지 않는다. 그녀가 저널리스트가 된 계기는 1880년 피츠버그에서 발행되던 <피츠버그 디스패치> 지의 성차별 성향의 칼럼을 반박하는 글을 쓰면서부터이다. 저널리스트가 된 그녀는 기획 취재에, 특히 탐사 보도에 온 힘을 다했다. 그녀는 1887년, 뉴욕 월드에 기자로 들어가 같은 해, 조지프 퓰리처가 보도한 블렉월 섬의 정신병원에서 환자들에게 가해지는 학대에 대한 기삿거리의 취재를 하게 되었다. 그녀의 기사는 큰 반향을 일으켰으며, 정부가 블렉웰 섬의 상황을 개선하고 미국의 의료 시스템을 개선하는 계기가 되었다. 그 후 1889년에 세계일주로 유명인이 되었으며, 여행에서 돌아온 후에도 계속 저널리스트로 일하다 1922년 1월 27일에 사망하였다.

## 세계일주 도전

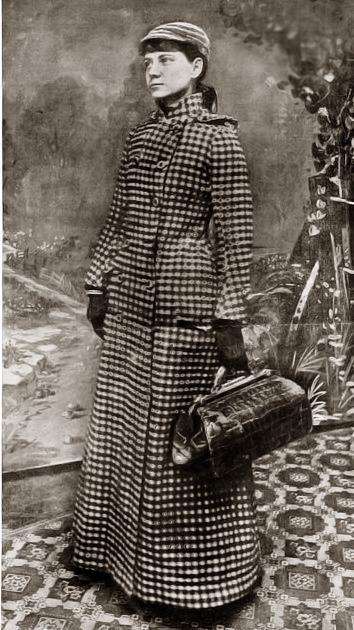
넬리 블라이가 세계 일주를 떠나는 모습

넬리 블라이는 《80일간의 세계 일주》라는 책을 읽고 새로운 기삿거리가 될 것이라 생각하고, 1889년 11월 14일에 뉴욕을 떠나 영국, 프랑스, 이탈리아의 수에즈 운하를 거쳐 스리랑카의 콜롬보, 홍콩, 페낭 반도, 일본을 거쳐 다음 해 1월 25일에 돌아와 72일 6시간 7분 14초만에 완주하는 데 성공했다. 이 일로 넬리 블라이는 유명인이 되었다.

## 같이 보기
- 프랜시스 파머